# 山都橋
山都橋（やまとはし）は、福島県喜多方市にある阿賀川に架かる福島県道43号会津坂下山都線の道路橋である。

## 概要
- 活荷重 - B活荷重
- 路線名 - 主要地方道会津坂下山都線
- 形式 - 中路式鋼ローゼ橋
- 橋長 - 115.000 m
  - 支間割 - (12.322 m + 88.776 m + 12.002 m)
  - アーチスパン - 108.500 m
  - アーチライズ - 19.000 m
- 幅員
  - 総幅員 - 22.600 m
  - 有効幅員 - 17.000 m
  - 車道幅員 - 11.000 m
  - 歩道幅員 - 両側3.000 m
- 床版 - 鉄筋コンクリート
- 総鋼重 - 1 045 t
- 橋台 - 深礎杭基礎逆T式橋台（A1）、直接基礎逆T式橋台（A2）
- 設計 - 橋梁コンサルタント
- 施工 - 川田工業・川崎重工業共同企業体（上部工）、穴沢建設（下部工）
- 工法 - ケーブルエレクション斜吊り工法

喜多方市山都町を流れる一級河川阿賀川を渡り、南詰は山都町三津合字谷地、北詰は山都町大山中に位置している。北詰はすぐに福島県道16号喜多方西会津線と交わる丁字路となっている。現在の橋は当地に架けられたものとしては3代目にあたる、全長115 mのローゼ橋である。車線数は上下2車線と右折レーンの計3車線で供用されており、幅員3.0 mの歩道が両側に整備されている。新郷ダムの上流部に当たり河川水深が深いことなどからローゼ橋が採用され、鋼製アーチ部と主桁部は緑色に塗装されており、豪雪地帯であることから2本のアーチ部材を結ぶ上部の梁材には、積雪を防ぐためにパイプ形状の部材が用いられている。

## 沿革
明治時代末頃まで当地近辺では渡し船が用いられており、1929年（昭和4年）に初代の橋梁となる木造の吊橋が建設され、長らく利用されてきた。その後、老朽化のために架替え工事が行われ、1964年（昭和39年）、道路橋としては日本国内で初めてとなる逆ローゼ型上路式鋼パイプアーチ橋が着工された。工事期間中、アーチ部材締結のためのケーブルを支える鉄塔が倒れる事故が発生し殉職者を出すも、1966年（昭和41年）に全長111.6 m、幅員5.5 mの2代目山都橋が竣工した。以後、当地の自動車交通を支えてきたが、大型車両の離合が難しく、構体の老朽化も進んだため、1994年（平成6年）に現在の橋への架替えが進められ、1999年（平成11年）12月22日に完成供用された。総工費は15億1850万円。

## 周辺
- 山都駅
- 福島県立耶麻農業高等学校
- 福島県道16号喜多方西会津線
- 只見川